# Cainguás

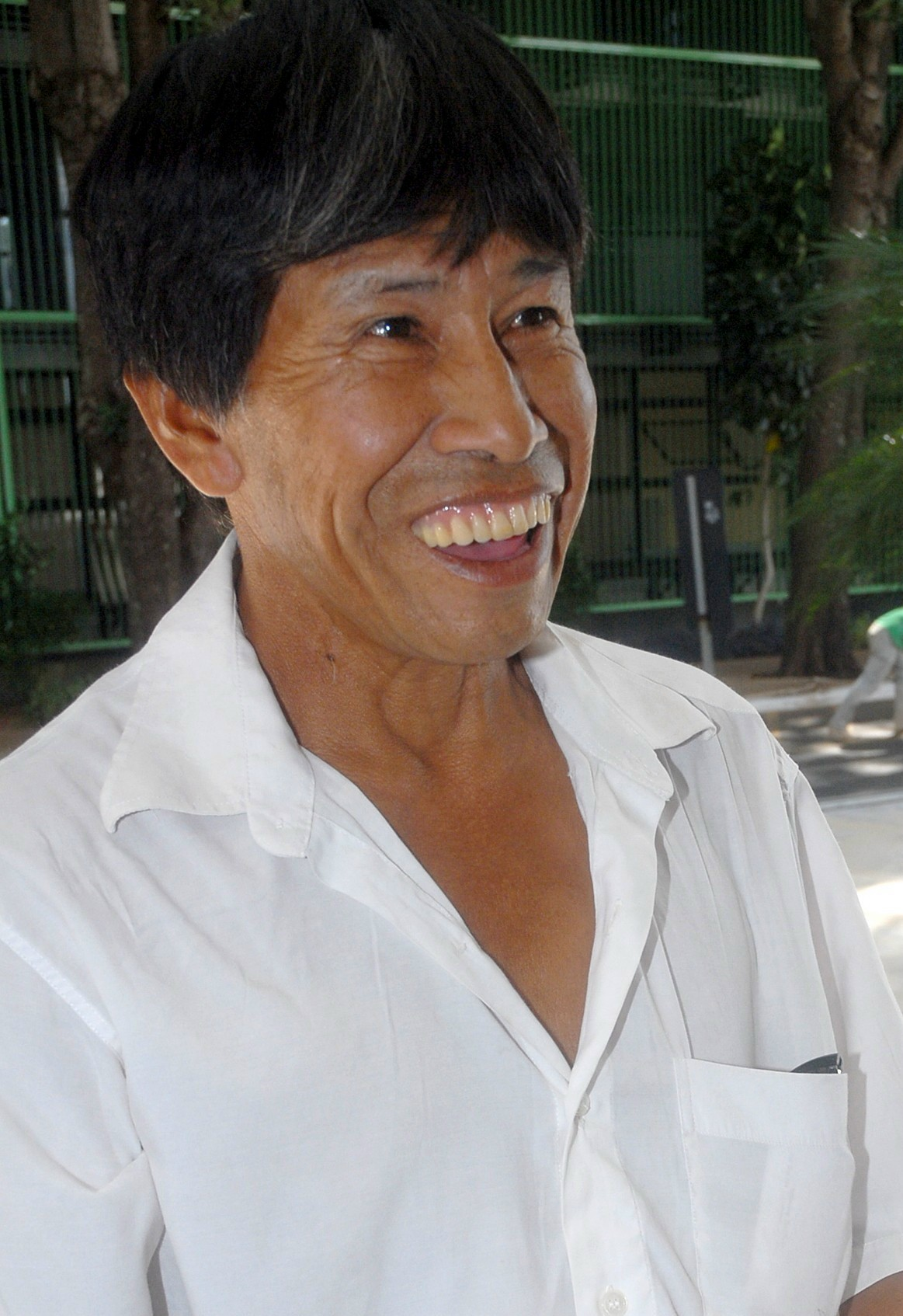
Chefe Hamilton Lopes, da etnia Guarani Kaiowá, em 2007.

O termo Cainguás é a denominação geral aos indígenas dos grupos baticola, nhandeva e guaianás.